# Return to Sleepaway Camp
Return to Sleepaway Camp è un film del 2008 diretto da Robert Hiltzik, con Felissa Rose, Jackie Tohn, Isaac Hayes, Paul DeAngelo, Jonathan Tiersten e Vincent Pastore.
Il film è il quarto capitolo della serie cinematografica mai pubblicata in Italia Sleepaway Camp come i suoi tre predecessori. Il film ignora gli eventi del secondo e del terzo capitolo della serie, riprendendo da dove il primo capitolo si era concluso.
Il film venne pubblicato negli USA in formato direct-to-video.

## Trama
Alan è un ragazzo imbranato, sciatto e in sovrappeso con un carattere alquanto difficile che viene continuamente schernito dagli altri campeggiatori a Camp Manabe. Ma stranamente cominciano a susseguirsi una serie di omicidi e stranamente le vittime sono proprio quelli che continuamente prendono in giro Alan. Ronnie e Ricky, due sopravvissuti degli omicidi avvenuti a Camp Arawak, sostengono che il responsabile sia nient'altro che Angela Baker, ma tutti sospettano che sia Alan ad uccidere per vendicarsi.

## Produzione
Dopo aver appreso del grande successo della saga di Sleepaway Camp, il regista Hiltzik, che nel frattempo era diventato un avvocato di successo, decide di tornare dietro la macchina da presa per proseguire le vicende dell'assassina Angela Baker.
Return to Sleepaway Camp venne girato nel 2003 e venne programmato per essere distribuito nel 2006, ma venne riprogrammato per il 2008 a causa degli effetti CGI insoddisfacenti. Il produttore esecutivo del film, Tom Van Dell, affermò che gli effetti CGI vennero completati nel dicembre 2006, ma il regista, Robert Hiltzik, confermò di aver bisogno di più lavoro per raccogliere le sue aspettative. Entro il 2007, i compositori e i personali del CGI vennero assunti da Tom Van Dell per correggere gli effetti speciali. Tutti i lavori furono terminati nel 2008 e i produttori ebbero assicurata la distribuzione tramite la Magnolia Pictures. Il film fu distribuito negli USA il 4 novembre 2008 e fu distribuito a livello internazionale (tranne in Italia) alla fine del 2008.